# Libri per tutti
(Achille Campanile, dal libro “La televisione spiegata al popolo”, Bompiani, 1989 ISBN 88-452-1441-9)
Libri per tutti è stato un programma televisivo italiano letterario, andato in onda sul Programma Nazionale nel periodo 1962-1963, il mercoledì alle 22:25, per circa un'ora. La prima puntata andò in onda mercoledì 3 gennaio 1962. Era presentato da Luigi Silori. In studio, per leggere brani scelti di libri, l'attrice Carla Bizzarri .

## Il programma
Il programma sostituiva Uomini e libri, sempre di Silori, che andò in pensione dopo tre anni e 177 puntate. La nuova trasmissione, però, aveva un impianto nettamente diverso e innovativo. 
All'inizio veniva fatto un rapido giro d'orizzonte sui libri che sarebbero stati oggetto di approfondimento nella puntata; subito dopo un critico di valore (che cambiava di puntata in puntata, nella prima – ad esempio – intervenne Carlo Bo) analizzava il libro della settimana. Poi veniva presentato a fondo, anche con l'ausilio di brevi filmati, un secondo libro, in genere non di narrativa. Seguiva un incontro di Silori con uno scrittore, durante il quale Carla Bizzarri leggeva alcuni brani di libri dello stesso.  Infine, l'ultima parte della trasmissione era costituita da un'intervista a un personaggio noto dello spettacolo, della scienza, dell'economia, sulle letture che preferiva e a cui dedicava il proprio tempo libero. 

La regia asciutta di Moscatelli, l'ottima qualità attoriale della Bizzarri e soprattutto lo stile colloquiale, sia pur rigoroso e serio, di Silori segnarono il successo di questa trasmissione che, per gli amanti della lettura, divenne una specie di cult. Come dice Aldo Grasso nel suo La TV italiana dalle origini, 
Per capire il clima del costume dei primi anni sessanta, si legga un articolo di critica televisiva apparso sul L'Europeo, a firma dell'umorista Achille Campanile, in cui si racconta che - a causa della messa in onda del secondo tempo della partita di calcio Real Madrid-Juventus - un mercoledì la trasmissione non ebbe luogo e ciò creò proteste di un grande numero di costernati e delusi utenti televisivi, che evidentemente non apprezzavano il calcio.   
Secondo alcuni studiosi della televisione dei primi anni, Libri per tutti ispirò il critico letterario francese Bernard Pivot, a ideare a fine anni sessanta la trasmissione Apostrophe, che andò in onda su Antenne 2 per oltre 700 puntate fino al 1990.